# 44 Montgomery
44 Montgomery, voorheen bekend als het Wells Fargo Building, is een wolkenkrabber in San Francisco, Verenigde Staten. De bouw van de kantoortoren, die staat aan 44 Montgomery Street, begon in 1966 en werd in 1967 voltooid. Het werd gerenoveerd in 1992 en in 1996.

## Ontwerp
44 Montgomery is 172,25 meter hoog en telt 43 verdiepingen. Van de totale oppervlakte van 70.655 vierkante meter, is 59.664 vierkante meter bruikbaar. Het gebouw kreeg van de architect John Graham & Associates zijn L-vormige ontwerp en bevat 18 Otis liften, waarvan 1 goederenlift. Bij de oplevering was dit het hoogste gebouw in de Verenigde Staten ten westen van Dallas.